# Reconquesta de Gal·lípoli
|  | Per a altres significats, vegeu «batalla de Gal·lípoli ». |

La reconquesta o batalla de Gal·lípoli va ser un intent reeixit per Amadeu VII de Savoia, de recuperar la península de Gal·lípoli, perduda des de la seva captura per part dels otomans el 1354, després d'un desastrós terratrèmol.
Des de 1354, els turcs havien utilitzat els Dardanels per travessar cap a Tràcia en gran nombre. En un període de menys de 100 anys, la part occidental de l'Àsia Menor s'havia convertit en el nucli de l'Imperi Otomà. Quan els turcs van travessar cap a Europa, van prendre una ciutat darrere l'altra de l'Imperi Romà d'Orient, la qual cosa no va impedir la seva pròpia guerra civil fins a 1391 i intercanviaren els grecs locals per colons turcs, amb la qual cosa els turcs obtingueren un assentament a la regió que ha perdurat fins als nostres dies.
En última instància, Gal·lípoli no era tan estratègicament important el 1366 com ho havia estat el 1354, atès que Tràcia ja era un bastió otomà. Tanmateix, els cristians mantenien la supremacia naval a la regió, i en van retenir el control fins a principis de segle xv, és a dir que tot i tenint els turcs tropes a Tràcia, una guerra de desgast hauria portat la marea a favor de Bizanci; sense reforços d'Àsia Menor els turcs haurien estat delmats.
La guerra civil romana d'Orient del 1373-1379 va fer distreure massa l'Imperi Romà d'Orient i Andrònic IV Paleòleg va donar les claus dels Balcans a Murad, a canvi de l'assistència del sultà. La caiguda de Gal·lípoli el 1377 va forçar una vegada més la implantació de colons turcs, amb la qual cosa es va anar destruint la mica de poder romà d'Orient que quedava.